# Ottilie Fellwock
Ottilie Fellwock verheiratete Ottilie Costa (geb. 1877; gest. nach 1913) war eine österreichische Opernsängerin (Alt).

## Leben
Fellwock entstammte einer vornehmen Familie, ihr Vater war österreichischer Konsul in Berlin. Bereits mit 14 Jahren trat sie 1891 in einem Konzert auf. Gegen erheblichen Widerstand begann sie ihr Gesangsstudium bei Pauline Lucca.
Als sie in einer Schüleraufführung des Lohengrin die Rolle der „Ortrud“ sang, war Eduard Hanslick, gefürchteter Kritiker, von ihrer Stimme begeistert. Danach folgte ein Probesingen vor Gustav Mahler, der sie für die Spielzeit 1898/99 an die Wiener Hofoper engagierte.
Sie wirkte dann von 1899 bis 1902 am Theater von Graz, von 1902 bis 1906 am Deutschen Theater in Prag, von 1906 bis 1908 am Stadttheater von Nürnberg und von 1910 bis 1914 am Stadttheater von Stettin.
Damit scheint ihre Karriere zu enden.
Ihre Rollen waren die „Marcellina“ in Figaros Hochzeit, der „Adriano“ in Rienzi von Richard Wagner, die „Fricka“, die „Erda“ und die „Waltraute“ im Nibelungenring, der „Hänsel“ wie die „Mutter“ in Hänsel und Gretel, die „Frasquita“ im Corregidor von Hugo Wolf, die „Carmen“, der „Siebel“ im Faust von Charles Gounod, die „Giulietta“ in Hoffmanns Erzählungen, die „Azucena“ im Troubadour und die „Amneris“ in Aida.
Sie war mit dem Opernsänger Franz Costa verheiratet.
Ottilie Fellwock hinterließ vier äußerst seltene Platten für G&T (Prag 1903).